# Hispano Aviación HA-1112
Los Hispano Aviación HA-1109 y HA-1112 fueron desarrollos del Messerschmitt Bf 109G-2, realizados en España después de la guerra civil española.

## Diseño y desarrollo

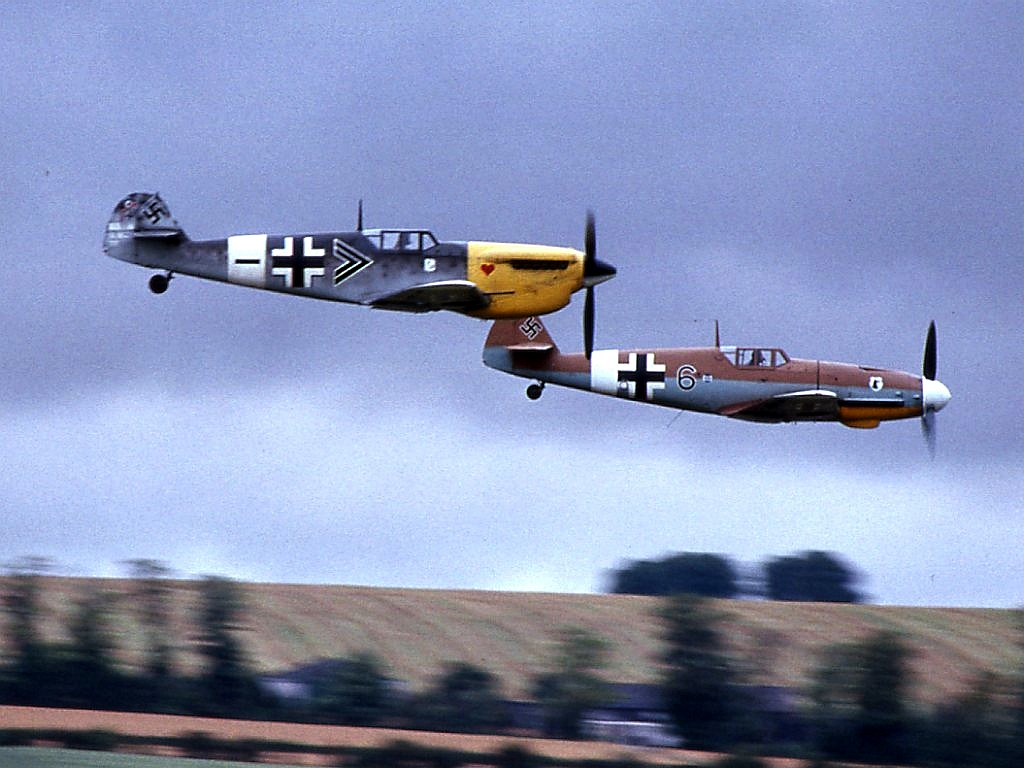
HA-1112-M1L Buchón junto a un Messerschmitt Bf 109.

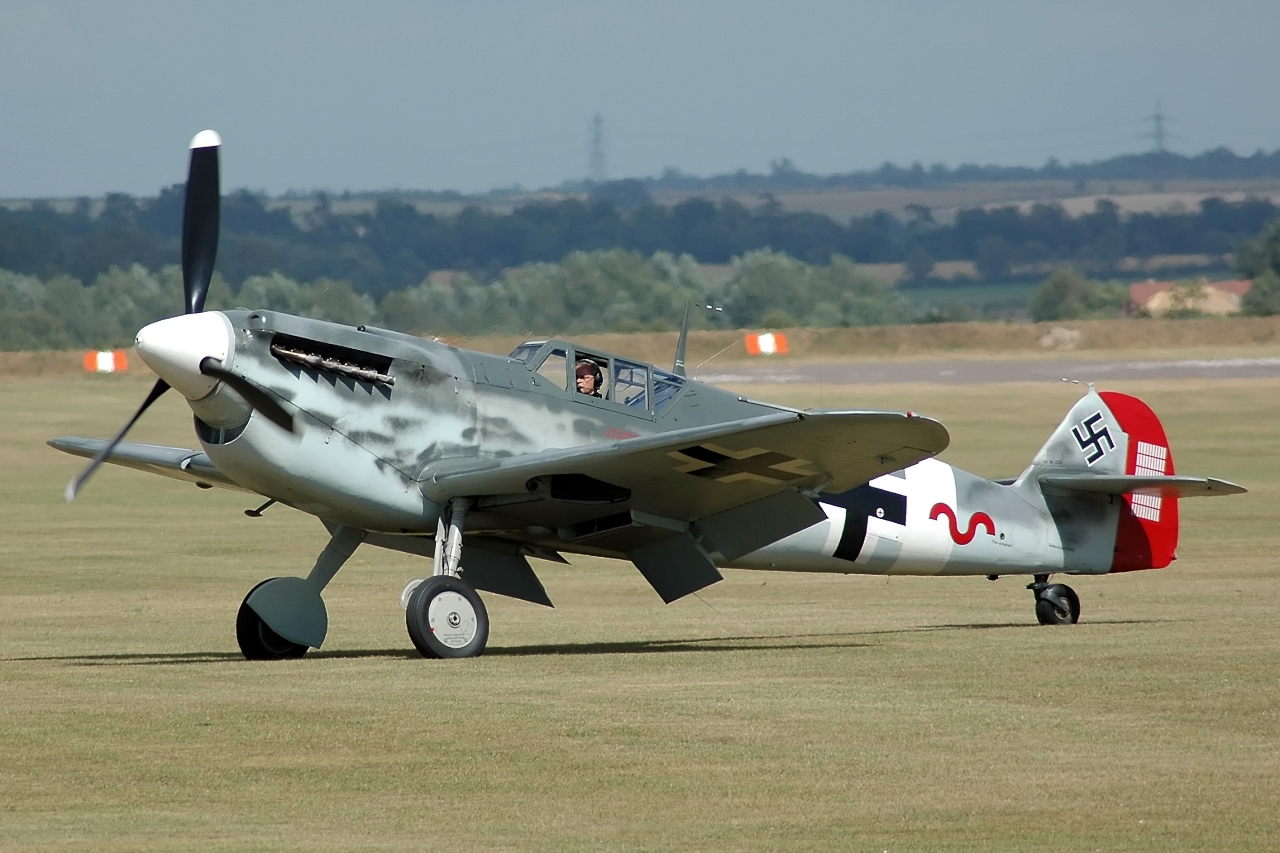
Un HA-1112-M1L Buchón en condiciones de vuelo, pintado para representar un Bf 109 alemán, con marcas de la Luftwaffe.

Durante la guerra civil española, la empresa pasa por múltiples peripecias; se colectiviza, y se traslada por motivos militares. Tras la guerra, Hispano Suiza es semi-nacionalizada. En 1943, en plena Segunda Guerra Mundial, España era un país devastado que pasaba por una durísima posguerra. Para su industria, la situación no era muy diferente, ya que los proyectos tecnológicos se eternizaban: faltaba la maquinaria necesaria para su producción o escaseaban las materias primas, y buena parte de los trabajadores especializados habían muerto en la guerra o se habían exiliado. Por otra parte, la situación internacional impedía prácticamente cualquier intercambio comercial con los países en guerra.
En parte por la situación descrita, y en parte también, porque se podían comprar en cantidad aeronaves baratas excedentes de la guerra mundial, la industria aeronáutica española se desarrolla con cierto retraso respecto a los demás países europeos. Aun así, una de las empresas más exitosas del ramo fue Hispano Suiza, que fabricaba motores de aviación, camiones militares y automóviles de lujo. "La Hispano" fue la empresa matriz de lo que más tarde se llamaría Hispano Aviación S. A..
En este difícil contexto, el recién creado Ministerio del Aire, al mando del general Juan Yagüe, propone un vasto plan de modernización de las fuerzas aéreas.  
Para que sirvan de referencia a la hora de fabricar las versiones españolas, Alemania envía por tren 25 aviones repartidos en dos lotes, el primero con las células de los aviones y el segundo con los motores, las alas, el armamento y el empenaje de cola. A causa del corte de las vías ferroviarias, solo llega a España el primer envío. Así, España adquiere las licencias para construir varios modelos de aviones alemanes, entre los que se encuentran el Heinkel He 111H (que sería fabricado por CASA), y el Me 109G-2, que posteriormente fabricará la Hispano Aviación en su fábrica de Triana (Sevilla). Dos versiones de esta aeronave sirvieron en el Ejército del Aire español; difieren principalmente en sus motores. Fueron designados Hispano Aviación HA-1112-K1L Tripala e Hispano Aviación HA-1112-M1L Buchón.
Para tratar de solucionar el problema de la falta de motores, los aparatos se equipan con los nuevos y poco fiables Hispano-Suiza HS-12-Z-89, volando el primer prototipo el 2 de marzo de 1945. Esta serie recibe inicialmente el nombre de Bf 109J, después modificado a HA-1109-J1L por asuntos legales, y no se llegará a darle uso operacional.
En mayo de 1951 vuela por primera vez el prototipo del HA-1112-K1L, que es básicamente igual que el HA-1109-J1L, pero con algunas mejoras en su planta motriz. Ese mismo año se inicia una serie de 200 HA-1112-K1L, de los que solo se llegarán a construir 40 aparatos nuevos, a los que hay que sumarles los 25 HA-1109-J1L, que serán reconvertidos en HA-1112-K1L, llamados "Tripala". La denominación militar de este avión será C.4J.
Cuando ya está comenzada la producción del HA-1112-K1L, España adquiere una gran cantidad de motores Rolls-Royce Merlin 500-45 con hélice Rotol Limited de cuatro palas. Entonces comienza el trabajo para adaptar estas plantas motrices a los HA-1112-K1L. En un principio, los aviones iban a designarse HA-1109-M1L, pero terminaron como HA-1112-M1L. El 29 de diciembre de 1954 vuela el primer ejemplar de los míticos "Buchones", en este primer vuelo se presenta un gran problema: la hélice del motor Rolls Royce Merlin gira en sentido contrario al del Hispano Suiza HS.12-Z-89, lo que hace que el avión sea algo inestable. Afortunadamente, este problema se solucionará haciendo algunas pequeñas modificaciones en el diseño del avión.
Entre 1954 y 1958 se fabrican 172 HA-1112-M1L "Buchón", de los cuales algunos serán "Tripalas" remotorizados con los motores ingleses. Hay dos teorías del por qué del apodo "Buchón", las dos coinciden en que la parte baja del carenado del motor recuerda al buche de un ave; una teoría dice que esta ave es un palomo y otra que es un pelícano (que se llegó a pintar en muchos Buchón). La denominación militar del Buchón es C.4K.
En 1957, los primeros "Buchón" son entregados al 71 Escuadrón Táctico creado para acoger a estos aviones. Así comienza la vida operativa del "Buchón", que terminará en octubre de 1965.
Casi al mismo tiempo, el motor Rolls Royce Merlin se instalaba en los CASA 2.111 "Pedro", versión española del Heinkel He 111, que se construían en la factoría de C.A.S.A. en Sevilla.

## Variantes
HA-1109-J1L (Bf 109J)
Bf 109G-2 remodelado con motor Hispano-Suiza 12Z-89 y hélice Escher-Wyss, en lugar del motor Daimler-Benz DB 605A.
HA-1109-K1L
Tripala, nuevos aviones con motor Hispano-Suiza, hélice de Havilland Hydromatic, cohetes de 80 mm y dos cañones Hispano 404/408 de 20 mm. Las máquinas de serie fueron designadas HA-1112-K1L, 65 ejemplares.
HA-1109-M1L
HA-1109-K1L remodelado con motor Merlin. 1 ejemplar.
HA-1110-K1L
Entrenador biplaza con motor Hispano. 1 ejemplar.
HA-1110-M1L
Entrenador biplaza con motor Merlin; solo existió como proyecto.
HA-1111-K1L
Entrenador biplaza con motor Hispano y depósitos en las puntas alares; solo existió como proyecto.
HA-1112-K1L "Tripala"
Año 1951, usado operacionalmente. 65 construidos (25 conversiones desde HA-1109-K1L).
HA-1112-M1L "Buchón"
Año 1954, versión final con motor Merlin y dos cañones Hispano 404/408 de 20 mm. 172 ejemplares.
HA-1112-M4L
Entrenador biplaza con motor Merlin.

## Operadores
España
- Ejército del Aire

## Supervivientes
- 56, HA-1112-K1L en exhibición estática en el Museo del Aire en Madrid.[6][7]
- 67, HA-1112-M1L en estado de vuelo en el Spitfire Ltd. de Saint Helier, Jersey.[8][9][10]
- 133, HA-1112-M1L en estado de vuelo en el Military Aviation Museum en Virginia Beach, Virginia. Ha sido convertido para parecerse a un Bf 109 por Meier Motors.[11][12][13][14]
- 164, HA-1112-M1L almacenado en el Canada Aviation and Space Museum en Ottawa, Ontario.[15][16]
- 171, HA-1112-M1L en exhibición estática en el Air Zoo en Portage, Míchigan.[17][18]
- 186, HA-1112-M1L en exhibición estática en el Museum of Flight en Seattle, Washington.[19][20]
- 193, HA-1112-M1L en estado de vuelo en el Erickson Aircraft Collection en Madras, Oregón.[21][22][23] Fue restaurado para parecerse a un Bf 109 por Pacific Fighters.[24]
- 199, HA-1112-M1L en exhibición estática en el EAA AirVenture Museum en Oshkosh, Wisconsin.[25][26]
- 211, HA-1112-M1L en exhibición estática en el Museo del Aire en Madrid.[6][27]
- 235, HA-1112-M1L en estado de vuelo en el Cavanaugh Flight Museum en Addison, Texas.[28][29][30]

## Especificaciones
HA-1112-K1L

### Características generales
- Tripulación: Uno (piloto)
- Longitud: 9,1 m (30 ft)
- Envergadura: 9,9 m (32,5 ft)
- Altura: 2,6 m (8,5 ft)
- Superficie alar: 16 m² (172,2 ft²)
- Peso vacío: 2475 kg (5454,9 lb)
- Peso cargado: 3200 kg (7052,8 lb)
- Planta motriz: 1× motor lineal V-12 refrigerado por líquido Hispano Suiza HS 12Z-89.
  - Potencia: 970 kW (1337 HP; 1319 CV)
- Hélices: Tripala Hamilton-Standard de velocidad constante

### Rendimiento
- Velocidad máxima operativa (Vno): 600 km/h (373 MPH; 324 kt)
- Velocidad crucero (Vc): 400 km/h (249 MPH; 216 kt)
- Alcance: 690 km (373 nmi; 429 mi)
- Techo de vuelo: 9800 m (32 152 ft)
- Régimen de ascenso: 28,3 m/s (5577 ft/min)
- Carga alar: 200 kg/m² (41 lb/ft²)

### Armamento
- Cañones: 

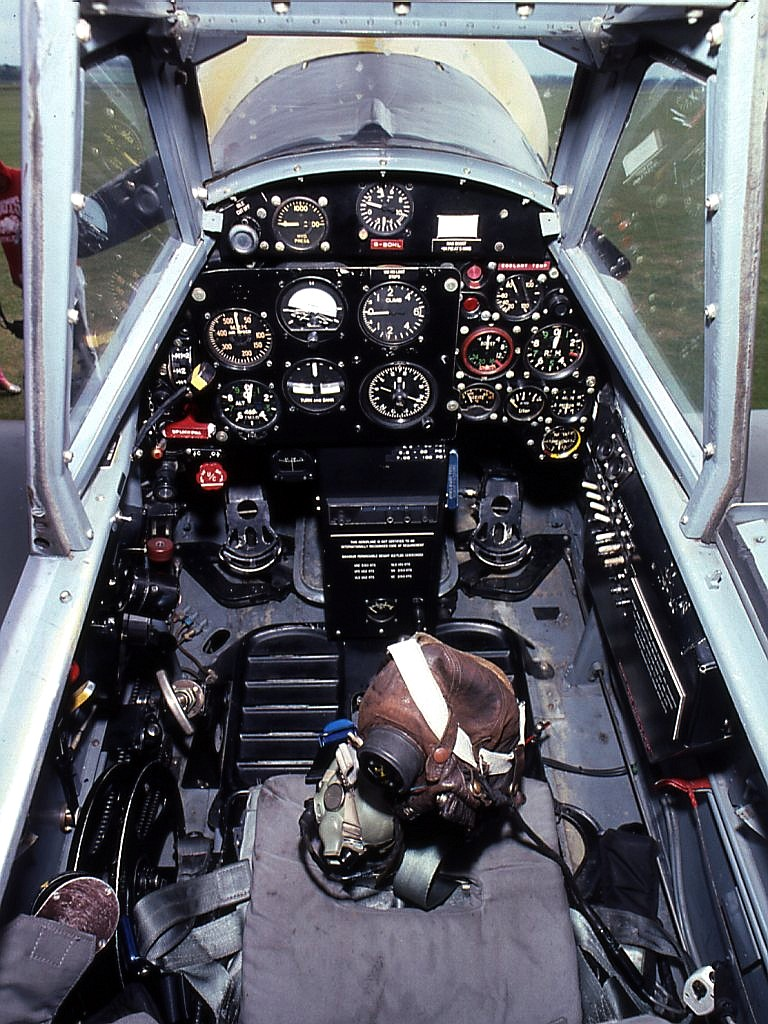
Cabina de un HA-1112-M1L Buchón.

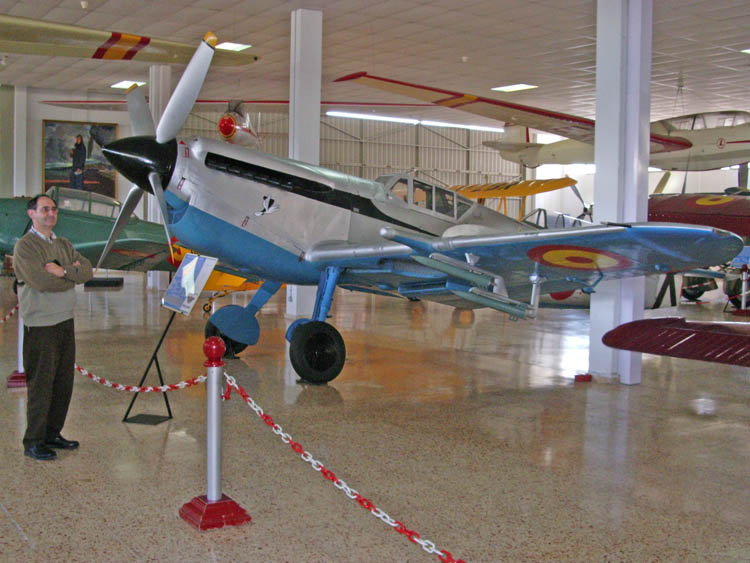
Hispano Aviación HA-1112-M1L Buchón.

  - 2x Hispano-Suiza HS.404/408 de 20 mm
- Cohetes: 

  - 2x contenedores de 8x cohetes Oerlikon de 80 mm

HA-1112-M1L

### Características generales
- Tripulación: Uno (piloto)
- Longitud: 9,1 m (30 ft)
- Envergadura: 9,9 m (32,5 ft)
- Altura: 2,6 m (8,5 ft)
- Superficie alar: 16 m² (172,2 ft²)
- Peso vacío: 2666 kg (5875,9 lb)
- Peso cargado: 3330 kg (7339,3 lb)
- Planta motriz: 1× motor lineal V-12 refrigerado por líquido Rolls-Royce Merlin 500/45.
  - Potencia: 1193 kW (1645 HP; 1622 CV)
- Hélices: Cuatripala Rotol

### Rendimiento
- Velocidad máxima operativa (Vno): 665 km/h (413 MPH; 359 kt)
- Velocidad crucero (Vc): 400 km/h (249 MPH; 216 kt)
- Alcance: 765 km (413 nmi; 475 mi)
- Techo de vuelo: 9800 m (32 152 ft)
- Régimen de ascenso: 28,3 m/s (5577 ft/min)
- Carga alar: 206 kg/m² (42,2 lb/ft²)

### Armamento
- Cañones: 

  - 2x Hispano-Suiza HS.404/408 de 20 mm
- Cohetes: 

  - 2x contenedores de 8x cohetes Oerlikon de 80 mm

## Aeronaves relacionadas

### Desarrollos relacionados
- Messerschmitt Bf 109
- Avia S-99
- Avia S-199

### Aeronaves similares
- North American P-51 Mustang
- Fiat G.55 Centauro
- Macchi C.205 Veltro
- Kawasaki Ki-61 Hien
- Supermarine Spitfire Mk. IX
- Yakovlev Yak-9
- Ikarus S-49

### Secuencias de designación
- Secuencia C._ (Cazas del Ejército del Aire, 1945-1954): ← C.9 - C.10 - C.11 - C.12
- Secuencia C._ (Cazas del Ejército del Aire, 1954-1978): C.1 - C.4E/J - C.5 - C.6 - C.8 →